# Tipuloidea (genre d'hémiptères)
Pour les articles homonymes, voir Tipuloidea.
Wielandia
Genre
Synonymes
- †Wielandia Tillyard 1925

Tipuloidea est un genre éteint d'insectes hémiptères de la famille des Scytinopteridae.

## Publication
Ce genre a été publié par George Reber Wieland en 1925,.

## Synonyme
Selon GBIF, ce genre a pour synonyme le genre Wielandia créé également en 1925 par l'entomologiste anglo-australien Robert John Tillyard (1881-1937).
Selon Paleobiology Database, Wielandia est un synonyme du genre †Wielandiella Nathorst, 1910.

## Liste d'espèces
- †Tipuloidea cuyana Lara & Bashkuev, 2020
- †Tipuloidea rhaetica Wieland, 1925